# Yarnell Hill Fire

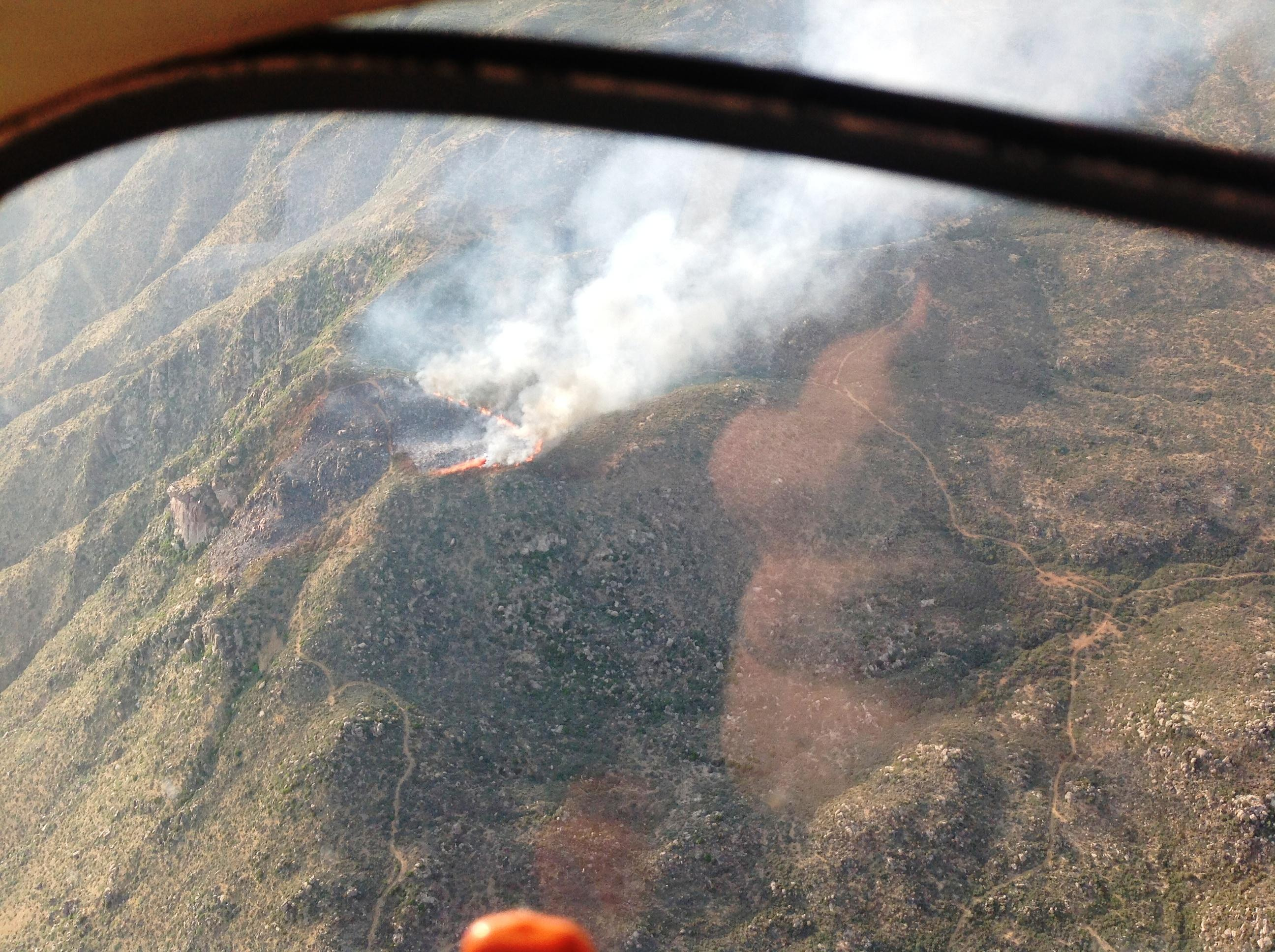
Luftaufnahme des Feuers vom 28. Juni

Das  Yarnell Hill Fire war ein Waldbrand, der am 28. Juni 2013 gegen 17:30 Uhr durch einen Blitzschlag auf einem Gebirgskamm der Weaver Mountains bei Yarnell, Yavapai County, Arizona, USA, ausgelöst worden war. Der Brand, welcher als Type 1 nach dem Incident Command System eingestuft wurde und bis zum 10. Juli andauerte, zerstörte eine Fläche von rund 34 km² und mehr als 100 Gebäude von Yarnell und dem rund 1,6 km westlich gelegenen Glen Ilah. 19 Feuerwehrmänner der Granite Mountain Interagency Hotshot Crew kamen ums Leben, was das Feuer zum opferreichsten Waldbrand der US-amerikanischen Feuerwehr seit dem Griffith Park Fire von 1933 und zum opferreichsten Ereignis der US-Feuerwehr seit den Terroranschlägen am 11. September 2001 machte.

## Verlauf des Feuers
Aufgrund der Lage des Feuers in unwegsamen Berggelände und der einbrechenden Nacht begannen die Brandbekämpfungsmaßnahmen erst am Vormittag des nächsten Tages. Durch die große Hitze und Trockenheit der als Chaparral bezeichneten Vegetation, breitete sich das Feuer trotz Einsatzes von Löschflugzeugen immer weiter aus und übersprang dabei einen als Two-track Road bezeichneten zweispurigen Gebirgsweg im Osten, welcher als Brandschneise vergeblich von den Löschmannschaften zu halten versucht wurde. Bis zum Abend eskalierte die Lage. Das Feuer brannte Richtung Nordosten und bedrohte dadurch die Siedlung Peeples Valley, weshalb die Einsatzleitung ein bundesstaatliches Notfallteam (IMT) und drei Interagency Hotshot Crews (IHC) anforderte. Die „Hotshots“ (Blue Ridge, Granite Mountain und Arroyo Grande) in der Stärke von jeweils 20 Mann gelten als Elitefeuerwehrtruppe für die landesweite Bekämpfung von Waldbränden. 
Am Vormittag des 30. Juni mussten erste Evakuierungsmaßnahmen in Peeples Valley eingeleitet werden, da sich die Flammenfront auf einer Breite von 2,4 km weiter in nordöstlicher Richtung bewegte. Ab 15:30 Uhr führte starker Wind aus Nordwest zu einer Richtungsänderung des Feuers und trieb nun die rund 3,2 km lange Feuerflanke als neues Kopffeuer in Richtung Südosten. Ab 16:18 Uhr verschlechterte sich die Lage durch eine Böenfront aus Norden, welche die Flammenfront massiv nach Süden trieb und eine sofortige Evakuierung von Yarnell notwendig machte. Das Feuer legte dabei in 15 Minuten 1,6 km zurück und übersprang eine von Löschflugzeugen mit Brandhemmungsmitteln gezogene Brandschneise. Die durch Yarnell führende State Route 89 wurde auf einer Länge von 35 km gesperrt.
Ab 16:30 Uhr peitschte stürmischer Wind aus Nordost mit Spitzengeschwindigkeiten von rund 80 km/h die Flammenfront unkontrollierbar nach Südwesten, wobei das Feuer den Nordteil von Yarnell und die gesamte Ortschaft Glen Ilah überrollte, ehe sie auf den Gebirgskamm im Westen auftraf und an Intensität verlor. Bereits am nächsten Tag gab es nur noch wenig Feueraktivität und keine neuen Schäden in den bebauten Gebieten. Neun Tage später war das Feuer komplett erloschen.

## Einsatz und Tod der Granite Mountain Hotshots

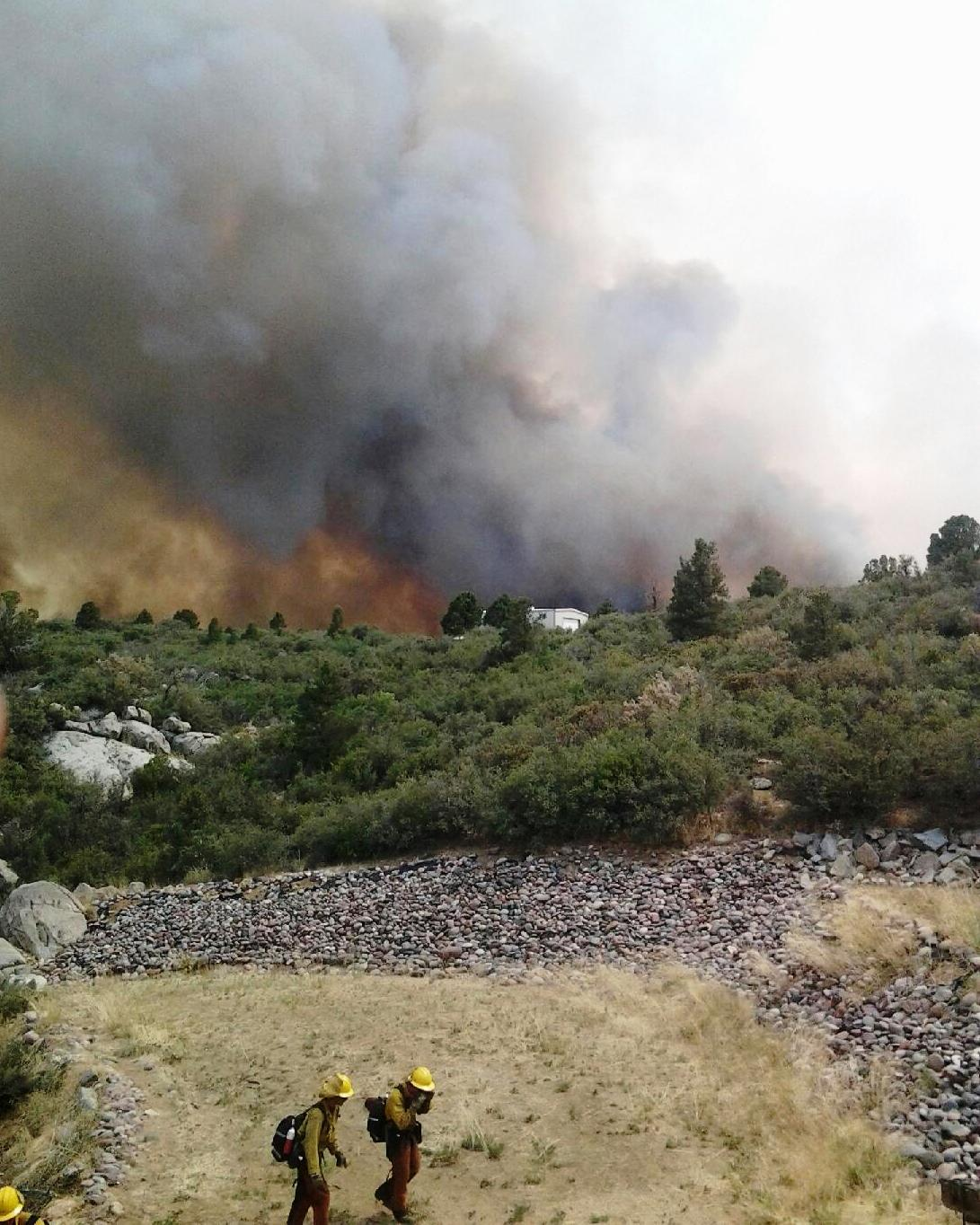
Feuerwehrmänner vor der als Chaparral bezeichneten Vegetation. Im Hintergrund sind aufsteigende Rauchschwaden des Feuers erkennbar.

Die Granite Mountain Hotshots waren eine 20 Mann starke Spezialeinheit zur landesweiten Waldbrandbekämpfung der Feuerwehr von Prescott und hatten 2008 ihre Zertifizierung als Interagency Hotshot Crew (IHC) erhalten. Ihr Name bezog sich auf einen Berg im Nordwesten von Prescott. 
Als erste verfügbare Hotshot-Einheit wurde Granite Mountain am Vormittag des 30. Juni mit der Errichtung eines Ankerpunktes betraut, einem sicher abgelöschten und überwachten Bereich zur Bekämpfung der Flanke des Feuers, welcher südlich des Brandentstehungsortes auf dem Gebirgskamm errichtet wurde. Er diente dazu, das Feuer auf das vorgefundene Maß zu begrenzen und von dort aus die Flanke des Feuers in Angriff zu nehmen. Gleichzeitig sollte somit sichergestellt werden, dass das Feuer den Löschmannschaften nicht in den Rücken fällt. Die Hotshots legten Feuerschneisen an und entfernten brennbare Vegetation. Zu diesem Zeitpunkt breitete sich das Feuer nur in nordöstlicher Richtung aus. Der Superintendent der Hotshots, Eric Marsh, wurde zum Supervisor der Division Alpha ernannt, welche für den südlichen Abschnitt des Feuers zuständig war. Einer der Hotshots, Brendan McDonough, wurde als Beobachter nördlich von Yarnell postiert und sollte Granite Mountain vor einer Richtungsänderung des Feuers warnen.
Als sich die Intensität des Feuers steigerte wurde zusätzliche Luftunterstützung angefordert, welche jedoch aufgrund der begrenzten Ressourcen und anderer Waldbrände in Arizona nicht genehmigt wurde. Als sich die Feuerfront in Richtung Süden verlagert hatte, zogen sich die Hotshots auf den sicheren Kamm zurück. Gegen 15:42 Uhr wurde Eric Marsh vom Planungsleiter Paul Musser um Hilfe beim Schutz von Yarnell gebeten, die dieser jedoch ablehnen musste. Wenige Minuten später zog sich McDonough von seiner bedrohten Position zu einer Sicherheitszone zurück und meldete sein Abrücken per Funk seiner Einheit. 
Kurz nach 16 Uhr verließen die Hotshots die sichere Zone und marschierten südöstlich entlang der Two-track Road am Kammrücken in Richtung Boulder Springs Ranch, welche bei der Einsatzbesprechung am Morgen als Sicherheitszone eingestuft worden war. Dabei konnten sie das Feuer einsehen, wie es sich mit gesteigerter Geschwindigkeit Yarnell näherte. Die Einsatzleitung war der Überzeugung, die Granite Mountain Hotshots würden sich noch auf sicherem Gebiet befinden. Zudem waren die Einsatzkräfte auf den Schutz der bedrohten Ortschaften konzentriert.
Die Granite Mountain Hotshots bewegten sich schließlich in direkter Linie einen U-förmigen Canyon hinab, welcher von trockenen Gräsern und Büschen bewachsen war. Sie hatten somit keinen Sichtkontakt mehr zum Feuer und auch keinen Beobachter eingeteilt, weshalb sie die Richtungsänderung des Feuers in Richtung Südwesten nicht bemerkten. Die Flammenfront bewegte sich mit etwa 20 km/h auf den Eingang des Canyons zu und schnitt den Hotshots wenige hundert Meter vor der Ranch den Weg ab. Nachdem sie für rund 30 Minuten keinen Funkkontakt geführt hatten, meldete sich Granite Mountain gegen 16:35 Uhr über Funk mit den Worten, dass sie sich direkt vor der brennenden Front befänden. Durch kurze und unbestimmte Funkübertragungen und Redewendungen aller Einsatzteams untereinander, die während der Kommunikation an diesem Tag stattfanden, waren nur wenige Personen über die Bewegungen und Absichten der Granite Mountain Hotshots informiert. Dies führte zu Verwirrung über den tatsächlichen Standort der Hotshots zum Zeitpunkt des Notrufs.

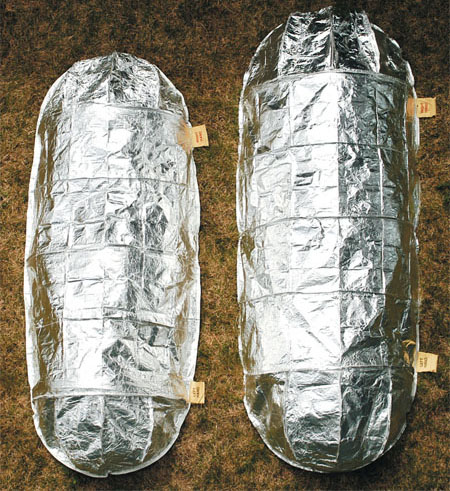
Fire Shelters

Innerhalb von nur zwei Minuten waren die bis zu 24 Meter hohen Flammen in den Canyon geschlagen und legten aufgrund des Windes und der Topografie 100 Yards (91,44 m) in nur 19 Sekunden zurück. Die 19 Feuerwehrmänner hatten sich noch notdürftig eine kleine Schutzzone geschaffen und sich in ihre Fire Shelters zurückgezogen. Dort starben sie durch die enorme Hitzeentwicklung von über 1.090 °C.
Erst nach rund einstündiger Suche konnten die Shelters aus der Luft entdeckt werden. Gegen 18:35 Uhr bestätigte ADPS-Paramedic Eric Tarr den Tod aller 19 Feuerwehrmänner. Die Bewohner der Boulder Springs Ranch überlebten den Brand aufgrund der feuerbeständigen Konstruktion des Gebäudes und des vegetationslosen Umfeldes.
Der Tod der Granite Mountain Hotshots wurde von einem staatlichen Serious Accident Investigation Team untersucht. Laut dessen Abschlussbericht ereignete sich die Tragödie, als die Feuerwehrmänner durch ein unverbranntes Gebiet in Richtung einer Sicherheitszone marschierten und dabei von einem rasch vorrückenden Feuer von großer Intensität überrollt wurden. Die extreme Geschwindigkeit des Feuers machte jede Gelegenheit für sie unmöglich, die Sicherheitszone zu erreichen oder auf den Rand des Canyons zurückzukehren. Die Männer hatten weniger als zwei Minuten Zeit, um mit Hilfe von Kettensägen und durch Ausbrennen eine notdürftige Sicherheitszone zu errichten. In ihren Fire Shelters hatten sie sich in einem kleinen Bereich dicht beieinander aufgelegt, als das Feuer sie überkam. Laut den Experten des Untersuchungsteams war diese Stelle nicht überlebensfähig, weil dichtes Buschwerk direkten Flammenkontakt verursachte und die Temperaturen 2000 °F überstiegen, als das Feuer durch das Gelände fegte. 
Warum die Granite Mountain Hotshots ihre sichere Position verließen und zur Ranch aufbrachen, konnte nicht mit Sicherheit geklärt werden. Wahrscheinlich wollten sie sich mit dem Erreichen der Ranch eine bessere Ausgangsposition verschaffen, um für weitere Aufgaben in Yarnell bereit zu stehen. Der nördlich von Yarnell als Beobachter eingesetzte Brendan McDonough überlebte als einziger Hotshot das Feuer.

## Auswirkungen
Der Waldbrand war der erste in diesem Gebiet seit 1966 und hatte sich in weniger als 20 Stunden von einem Type 4 zu einem Type 1 entwickelt. 108 Häuser und 19 andere Bauwerke wurden ein Raub der Flammen. Das Gutachterbüro von Yavapai County schätzte den entstandenen Schaden auf 17 Millionen US $. 
Zwischen 29. Juni und 1. Juli flogen Löschflugzeuge 116 Einsätze, davon 72 am 30. Juni, absolvierten dabei 59 Flugstunden und brachten über 778.000 Liter Löschmittel aus. Am 1. Juli standen zudem noch 448 Feuerwehrleute im Einsatz. Am 4. Juli konnte die Evakuierung von Peeples Valley und am 8. Juli jene von Yarnell aufgehoben werden.
Aufgrund der Tragödie wurde 2014 ein Verbesserungsprogramm für Fire Shelters mit Beteiligung der NASA gestartet. Der Todesort der Feuerwehrmänner und das Umland wurden am 30. November 2016 zum Granite Mountain Hotshots Memorial State Park ernannt.

## Film
Die Tragödie der Granite Mountain Hotshots wurde von Regisseur Joseph Kosinski unter dem Titel No Way Out – Gegen die Flammen (Originaltitel: Only the Brave) verfilmt und erschien im Oktober 2017 in den US-amerikanischen, sowie im Mai 2018 in deutschen Kinos. Im Zentrum der Handlung stehen dabei Eric Marsh, verkörpert von Josh Brolin, und der einzige Überlebende der Granite Mountain Hotshots, Brendan McDonough (Miles Teller).